# Aldious
Aldious (яп. アルディアス  - сокращение от Ultimate Melodious) - японская пауэр-метал-группа полностью состоящая из девушек-айдолов основанная в городе Осака вокалисткой Рами и гитаристкой Ёси в 2008 году. Впервые девушки появились на презентации игры Resident Evil: The Mercenaries 3D, где они не играли, а демонстрировали кооперативный режим. Это не первая девчачья рок-группа в стране, но первая метал-группа состоящая из айдолов. Первый сингл они записали и распространили своими усилиями. Группа уже выпустила два альбома, первый Deep Exceed в октябре 2010 года и Determination в октябре 2011 года.

## Discography

### Albums
- Deep Exceed (13 октября 2010), Oricon Albums Chart Peak Position: #15[4]
- Determination (12 октября 2011)
- District Zero (15 мая 2013)
- Dazed and Delight (18 июня 2014)
- Radiant A (2 декабря 2015)
- Unlimited Diffusion (10 мая 2017)

### EPs
- Dear Slave (7 ноября 2009, EP)
- We Are (29 ноября 2017)
- All Brose (21 ноября 2018)

### Singles
- "Defended Desire" (7 июля 2010), Oricon Singles Chart Peak Position: #49[5]
- "Mermaid" (6 апреля 2011), #20[5]
- "White Crow" (14 ноября 2012), #19[5]

### Omnibuses
- Red Hot Burning Hell Vol.16 (15 ноября 2008)
  - With "Ultimate Melodious" and "Shion" (яп. 紫苑).